# Albrecht Christian von Kromsdorf
Albrecht Christian von Kromsdorf (* 1626; † 1684) war ein kursächsischer Landkammerrat, Kammerherr, Amtshauptmann in Gräfenhainichen und Annaburg und Oberstleutnant sowie Besitzer des säkularisierten Klosters Ottenhausen und Besitzer der Rittergüter Lebusa, Ottendorf und Reichstädt.

## Leben
Er stammte aus einem thüringischen Adelsgeschlecht und war der Sohn von Georg Albrecht von Kromsdorf († 17. Januar 1632), dem die Hälfte des früheren Klostergutes Ottenhausen, das sich seit 1543 im Familienbesitz befand, gehörte. Sein Schwager war Joachim Heinrich von Harras auf Oßmannstedt. Durch den kinderlosen Tod seines Onkels Dietrich vom Kromsdorf 1641 gelangte auch die andere Hälfte des Gutes Ottenhausen nach längeren Verhandlungen mit seinen Vettern, die eine Entschädigung erhielten, in seinen Besitz.
Nachdem er zunächst die Militärlaufbahn eingeschlagen hatte und 1657/68 Rittmeister bei den Ritterpferden und später Oberstleutnant war, wechselte Albrecht Christian von Kromsdorf im fortgeschrittenen Alter in den Verwaltungsdienst der Wettiner und wurde Amtshauptmann in Gräfenhainichen und Annaburg. Das verschuldete väterliche Gut, das an ihn und seine Brüder gefallen war, kaufte er in einem Vergleich am 24. März 1660 seinen Miterben ab.
Er heiratete am 27. Oktober 1656 in Dresden Clara Dorothea von Harras, die Tochter des Joachim Heinrich von Harras auf Eichenberg. Ein zweites Mal schloss er 1668 die Ehe mit der verwitweten Dorothea Sibylla, geborene Taube auf Reichstädt, Roßnitz, Ottendorf und Nenntmannsdorf, die zuvor mit dem Kammerherrn, Oberkämmerer und Stallmeister Sebastian Hildebrand Metsch verheiratet gewesen ist. Zuletzt war er ab 1682 kurzzeitig mit Johanna Sibylla, geborene von Kötteritz, verheiratet. Nach seinem Tod heiratete seine Witwe schon bald den Obersteuereinnehmer und Wittenberger Kreishauptmann Christian Vitzthum von Eckstädt auf Tiefensee, Neuhaus, Petersroda und Dölkau. An diese dritte Ehefrau fielen nach dem Tod von Albrecht Christian von Kromsdorf dessen Besitzungen, die sie zum Teil gewinnbringend veräußerte. So verkaufte sie am 10. Januar 1687 in Leipzig das bedeutende Klostergut in Ottenhausen den Brüdern von Heringen.
Sein Testament machte Albrecht Christian von Kromsdorf am 6. November 1682 in Lebusa. Da alle seine Ehen kinderlos blieben, setzte er seine dritte Frau als Universalerbin ein. Außerdem verschrieb er 6000 Taler den Kindern und Enkeln seiner Schwester Anna Sabina von Werthern geb. vom Kromsdorf sowie 6000 Taler den Kindern seiner Schwester Dorothea Sophia von Metzeradt. Seinem langjährigen engsten Freund und Vertrauten, den kursächsischen Oberhofmarschall, Wirklichen Geheimen Rat und Obersteuereinnehmer, Friedrich Adolph von Haugwitz, vermachte er 3000 Taler zur Regulierung der Formalitäten nach seinem Tod. Außerdem erhielt dessen Fräulein Tochter Sophia Louysa von Haugwitz, deren Taufpate Kromsdorf war, 3000 Taler zugesagt. 1000 Taler spendierte er der Kirche zu Ottenhausen, von denen bei Lebzeiten bereits 400 Taler für die Erneuerung von Kanzel, Emporkirche, Orgel und Glocken verbraucht wurden, die restlichen 600 Taler sollten nach seinem Tod der Kirche ausgezahlt werden.
Nur wenige Tage vor seinem Tod verkaufte er am 15. September 1684 das Rittergut Lebusa für 30.000 Gulden an seinen besten Freund Friedrich Adolph von Haugwitz, der es 1688 an seine Witwe, die inzwischen Vitzthum von Eckstädt geheiratet hatte, gegen Bezahlung zurückgab.